# 曲面
曲面（curved surface，surface）是实体的边缘或空间中的曲线依某特定条件运动所形成的轨迹，例如球面、圆柱面、圆锥面等。

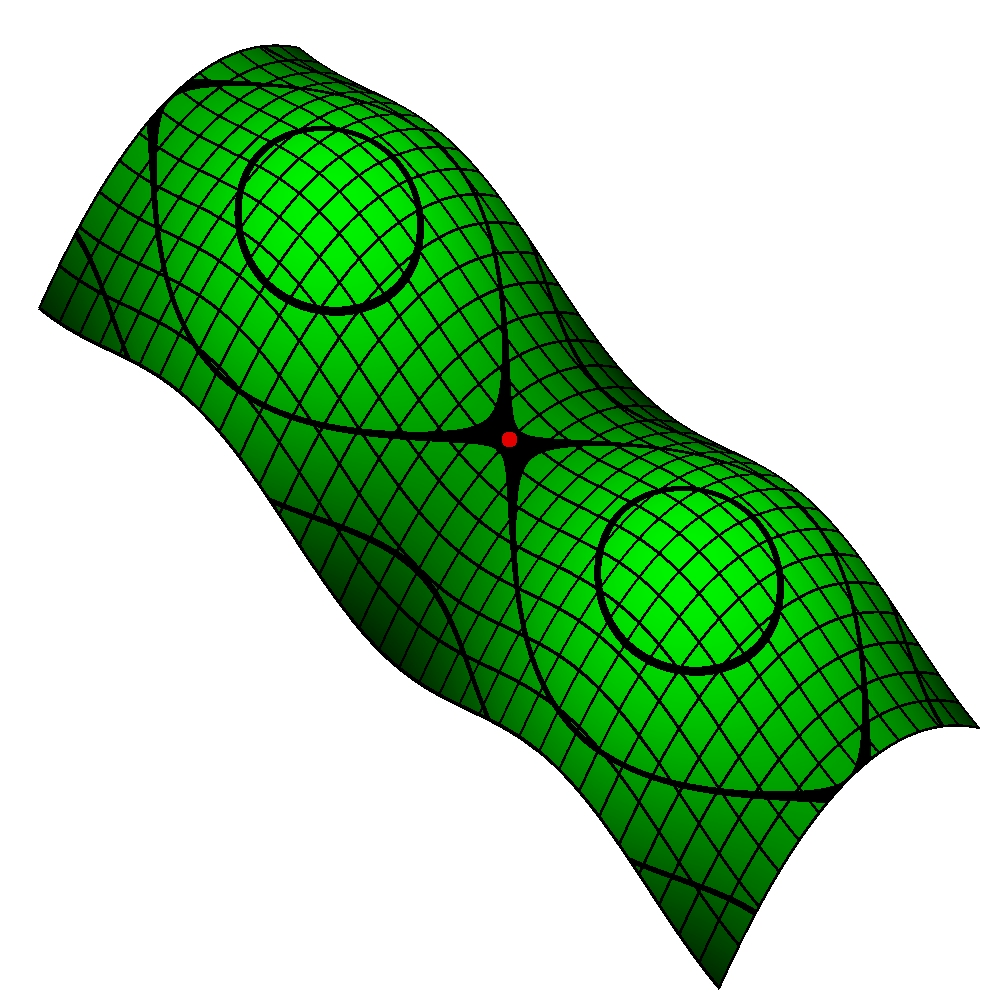
显示了X-, Y-, Z-轮廓的一个开曲面。

在数学（拓扑学）中，一个曲面（surface）是一个二维流形。三维空间中的例子有三维实心物体的边界。流体的表面，例如雨滴或肥皂泡是一种理想化的曲面。关于雪花的表面，它有很多精细的结构，超越了这个简单的数学定义。关于实际的曲面的资料，请参看表面张力，表面化学，曲面能量。

## 定义
在下文中，所有曲面视为第二可数2-维流形。
更精确一点的讲：一个拓扑（带边界）曲面是一个豪斯多夫空间，其中每点有一个开邻域同胚于或者一个E2的开子集或者E2的闭的一半的开子集。
有一个同胚于En的开子集的点的集合称为流形的内部；它总是非空的。内部的补集称为边界；它是一个（1）流形，或者说闭曲线的并集。
无边界的曲面称为闭的，如果它是紧的，否则称为开。

## 闭曲面分类
闭（紧无边界）连通曲面有完整的分类，同类的曲面至多相差一个同胚。所有这种曲面属于下面三个无穷多的集合之一：
- 球面加上n个柄（称为n-环）。这些是欧拉示性数为2-2n的可定向曲面，也称为亏格（genus）为n的曲面。
- 带n个柄的射影平面（Projective plane）。这些是欧拉特征数为1-2n的不可定向曲面。
- 带n个柄的克莱因瓶。这些是欧拉特征数为-2n的不可定向曲面。

所以欧拉示性数和可定向性描述了一个紧曲面除了可能的同胚（若曲面光滑则为微分同胚）.

## 紧曲面
带边界紧曲面就是有一个或多个开圆盘被取掉的曲面，而且这些圆盘的闭包互不相交。

## 在R3中的嵌入
一个紧曲面可以嵌入到R3，只要它可定向或有非空边界。Whitney嵌入定理的结果表明任何曲面可以嵌入R4.

## 微分几何
曲面在n维的嵌入的简单回顾和这样一个曲面的面积的计算可以在体积形式条目中找到。黎曼曲面的度量性质在条目庞加莱度量中有简单介绍。

## 一些模型
把下面这些的边贴起来可以得到一些模型：
```
      *                *                    B                B
    v   v            v   ^                *>>>>>*          *>>>>>*
   v     v          v     ^               v     v          v     v
A v       v A    A v       ^ A          A v     v A      A v     v A
   v     v          v     ^               v     v          v     v
    v   v            v   ^                *<<<<<*          *>>>>>*
      *                *                    B                B
```

```
   
球面
           
实射影平面
           
克莱因瓶
           
环面

                    (打了孔的莫比乌斯带)                              (面包圈)
```

## 基本多边形
每个闭曲面可以从一个偶数边可定向多边形通过将边成对等同构造出来，该多边形称为基本多边形。
这个构造可以用一串长度2n的包含n个不同符号的字符串表示，每个符号出现两次，可以带+1或-1指数。指数-1表示该边的方向和基本多边形的方向相反。
上面的模型可作如下描述：
- 球面：{\displaystyle AA^{-1}}
- 射影平面：{\displaystyle AA}
- 克莱因瓶：{\displaystyle ABA^{-1}B}
- 环面：{\displaystyle ABA^{-1}B^{-1}}

（细节请见基本多边形。）

## 曲面的连通和
给定两个曲面M和M'，他们的连通和(connected sum) M # M' 可以通过在每个曲面上除去一个圆盘再把他们在新的边界分量上粘起来。
我们采用下面的记号。
- 球：S
- 环：T
- 克莱因瓶：K
- 射影平面：P

一些结果：
- S # S = S
- S # M = M
- P # P = K
- P # K = P # T

我们用一些缩略记法：nM = M # M # ... # M（n次）以及 0M = S.
闭曲面可以分类如下：
- gT（g-叠环）：亏格为g的可定向曲面。
- gP（g-叠射影平面）：亏格为g的不可定向曲面。

## 代数曲面
曲面的概念和代数曲面不同。一个非奇异复射影代数曲线是一个光滑曲面。複數域上的代数曲面作为流形考虑时维度是4。

## 参看
- 极小曲面
- 黎曼曲面
- 代数曲面
- 克莱因瓶
- 环面
- 球面
- 圆柱
- 射影平面